# Paankirivier
Paankirivier (Zweeds – Fins: Paankijoki) is een rivier annex beek, die stroomt in de Zweedse  gemeente Kiruna. De rivier verzorgt de afwatering van de omgeving van het Paankimeer en stroomt naar het noordoosten. Ze ontvangt nog water van de Ruodusrivier. De Paankirivier is inclusief langste bronrivier 30190 meter lang.
Afwatering: Paankirivier → Muonio → Torne → Botnische Golf